# 偽りの花園 (映画)
『偽りの花園』（いつわりのはなぞの、原題：The Little Foxes）は、1941年に製作・公開されたウィリアム・ワイラー監督作のアメリカ映画である。1939年初演のリリアン・ヘルマン作の戯曲『子狐たち』の映画化であるが、初演ではタルラー・バンクヘッドが主演した。

## 概要
20世紀初頭のアメリカ南部を舞台に、富豪夫人レジーナ・ギデンズ（ベティ・デイヴィス）と病弱な夫ホレース（ハーバート・マーシャル）の葛藤を通して、人間の欲望と真実を描く。

## キャスト
※括弧内は日本語吹替（テレビ版）
- レジーナ・ギデンズ：ベティ・デイヴィス（瀬能礼子）
- ホレース・ギデンズ：ハーバート・マーシャル（木村幌）
- アレクサンドラ・ギデンズ：テレサ・ライト（弥永和子）- ギデンズ夫妻の娘。
- デヴィッド・ヒューイット：リチャード・カールソン - アレクサンドラに好意を寄せる。
- レオ・ハバード：ダン・デュリエ - レジーナの甥。
- バーディ・ハバード：パトリシア・コリンジ - レオの母。
- ベン・ハバード：チャールズ・ディングル - レジーナの兄。
- オスカー・ハバード：カール・ベントン・リード - レジーナの兄・レオの父。

## スタッフ
- 監督：ウィリアム・ワイラー
- 製作：サミュエル・ゴールドウィン
- 脚本：リリアン・ヘルマン
- 音楽：メレディス・ウィルソン
- 撮影：グレッグ・トーランド
- 編集：ダニエル・マンデル
- 美術：スティーブン・グーソン
- 衣装：オリー＝ケリー

## アカデミー賞ノミネーション
アカデミー作品賞
アカデミー監督賞：ウィリアム・ワイラー
アカデミー主演女優賞：ベティ・デイヴィス
アカデミー助演女優賞：テレサ・ライト、パトリシア・コリンジ
アカデミー脚色賞：リリアン・ヘルマン
アカデミー劇・喜劇映画音楽賞：メレディス・ウィルソン
アカデミー編集賞：ダニエル・マンデル
アカデミー美術監督賞 (白黒部門)：スティーブン・グーソン、ハワード・ブリストル

## 注
1. ↑  RKO Feature Film Ledger, 1929-51, p114